# Planisferio de Cantino

Planisferio de Cantino.

El planisferio de Cantino, también conocido como mapa de Cantino, es un mapamundi que muestra la geografía mundial tal como era conocida por los portugueses de principios del siglo XVI. Su fecha de elaboración es incierta, y el cartógrafo que lo trazó es anónimo, probablemente de origen portugués. Se ha propuesto que pudiera ser Pedro Reinel, con base en coincidencias de estilo con mapas firmados por dicho cartógrafo.
Lo que es seguro es que el mapa fue llevado a Italia en 1502 por Alberto Cantino, un agente de Hércules I de Este, duque de Ferrara, que consiguió llegar a ser secretario particular del rey portugués Manuel I. El mapa, de 2,18 × 1,02 metros, lleva la inscripción Carta da navigar per le Isole nouam tr [ovate] in le parte de l'India: dono Alberto Cantino al S. Duca Hercole.
Se trata del primer mapa en el que se ve representada la "Línea de Tordesillas". El mapa también es notable por representar con gran precisión zonas del mundo hasta entonces poco exploradas por los europeos. La costa de Brasil aparece parcialmente trazada, confirmando la conjetura de Pedro Álvares Cabral, que dos años antes afirmó que Brasil no era solo un territorio pequeño, sino quizás un continente que se extendía mucho más al sur. La información contenida en el mapa tenía entonces un gran valor, y tuvo un gran impacto en las relaciones comerciales de Italia con Portugal en la época.

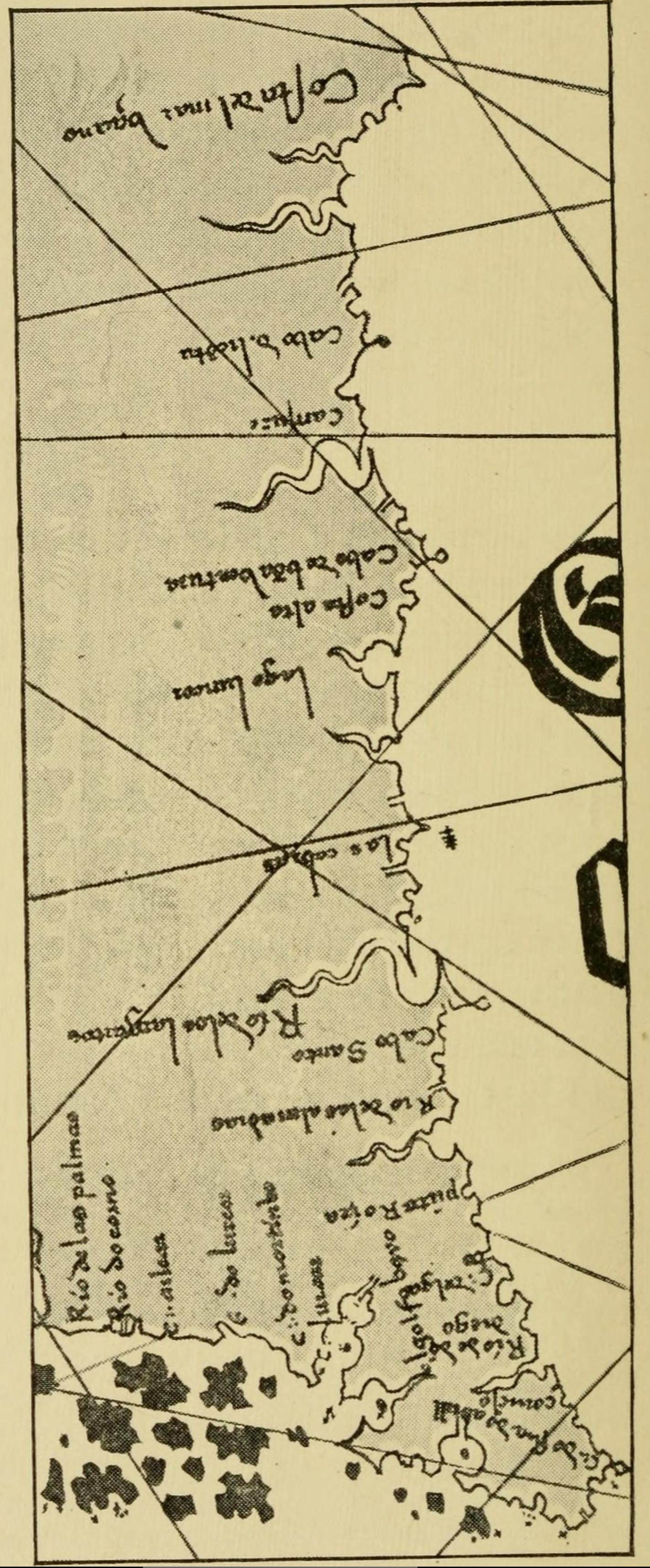
El territorio continental noroccidental en el mapa de Cantino con la supuesta representación de Florida (reproducción copiada a mano)

En el planisferio de Cantino aparecen varios datos notables, que han llevado a muchas conjeturas sobre el origen de la información contenida, y la información histórica sobre la exploración europea. Un ejemplo es que el mapa parece incluir la península de Florida en 1502, cuando el descubrimiento de Florida es atribuido a Juan Ponce de León en 1513. Esto ha llevado a pensar en exploraciones portuguesas clandestinas, que habrían tenido lugar entre 1497 y 1498, aunque también podría tratarse de Asia, explícitamente fusionada al continente americano en otros mapas de la época, como el de Johann Ruysch o el planisferio de Contarini. Por otra parte, el continente africano aparece notablemente bien trazado, y su línea costera es delineada con un detalle sorprendente para la época (con errores de menos de 45 km).
El planisferio de Cantino se encuentra en la Biblioteca Estense de Módena (Italia), donde ha sido guardado desde 1868.

## Descripción
En su forma actual, el tamaño del mapa es de 2,18 × 1,02 metros, compuesto por tres hojas de pergamino, trazadas y coloreadas manualmente. Aunque mantiene un buen estado de conservación, han desaparecido los bordes y los márgenes, debido al deterioro sufrido durante su historia.
Las inscripciones mezclan letras góticas y cursivas, en rojo y negro, lo que sugiere la participación de varios autores, o la adición de notas después de su ejecución original. Algunas de estas notas pueden venir de la información aportada por Américo Vespucio al regresar de su expedición de 1502.
Los continentes y las islas grandes están representados en verde, mientras que las islas pequeñas son rojas o azules. Las banderas marcan la soberanía de los territorios; se encuentran cuatro banderas españolas en América, y numerosas banderas portuguesas en sus archipiélagos atlánticos, a lo largo de toda la costa africana, en la India, e incluso también en Groenlandia y Terranova. El ecuador está representado por una línea dorada gruesa, y la línea de demarcación entre los territorios españoles y portugueses por una línea azul gruesa. Los trópicos y el círculo polar ártico son finas líneas rojas. Muchas rutas loxodrómicas y rosas de los vientos son similares a las de un portulano.

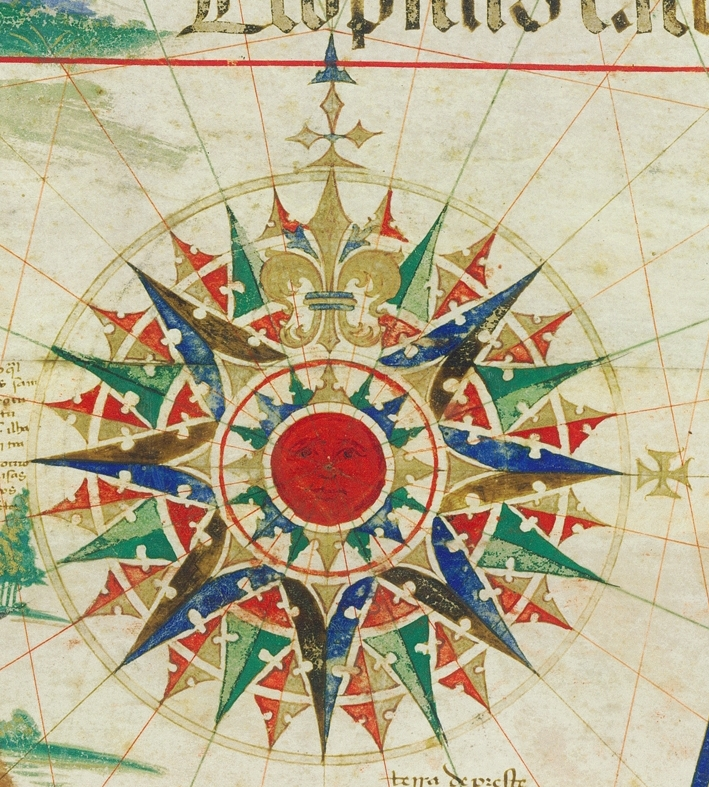
Rosa de los vientos del mapa de Cantino

El planisferio de Cantino es el primer ejemplo existente del llamado gráfico de latitud, que se desarrolló después de la introducción de la navegación astronómica, durante la segunda mitad del siglo XV. Contrariamente a la cartografía portulana del Mediterráneo, que se construyó sobre la base de cursos magnéticos y distancias estimadas entre lugares, en la carta de latitud los lugares se representaron de acuerdo con sus latitudes. En este planisferio, las latitudes se incorporaron solo en las costas de África, Brasil e India, mientras que Europa y el Mar Caribe siguieron representándose de acuerdo con el modelo de carta portulana.
La construcción del sistema de líneas de rumbo en el planisferio utiliza dos círculos (algunas tablas usan solo uno, otras usan hasta tres, dependiendo del tamaño): el círculo occidental se centra en archipiélago de Cabo Verde, mientras que el círculo oriental se centra en India. La circunferencia de cada círculo está marcada con dieciséis puntos equidistantes, desde los cuales se irradian los 32 rizos clásicos: 0 °, 11 1/4 °, 22 1/2 °, 33 3/4 °, etcétera. Los círculos externos occidental y oriental son tangentes entre sí en una gran rosa de los vientos en África central, con una flor de lis indicando el norte. Esta densa malla de líneas de rumbo se usó en la navegación como referencia, para leer y marcar direcciones (cursos) entre lugares. Seis barras de escala graduadas en leguas ibéricas, con un número variable de secciones (o registros), se distribuyen en el área del gráfico. Estas tenían como función medir distancias entre lugares.

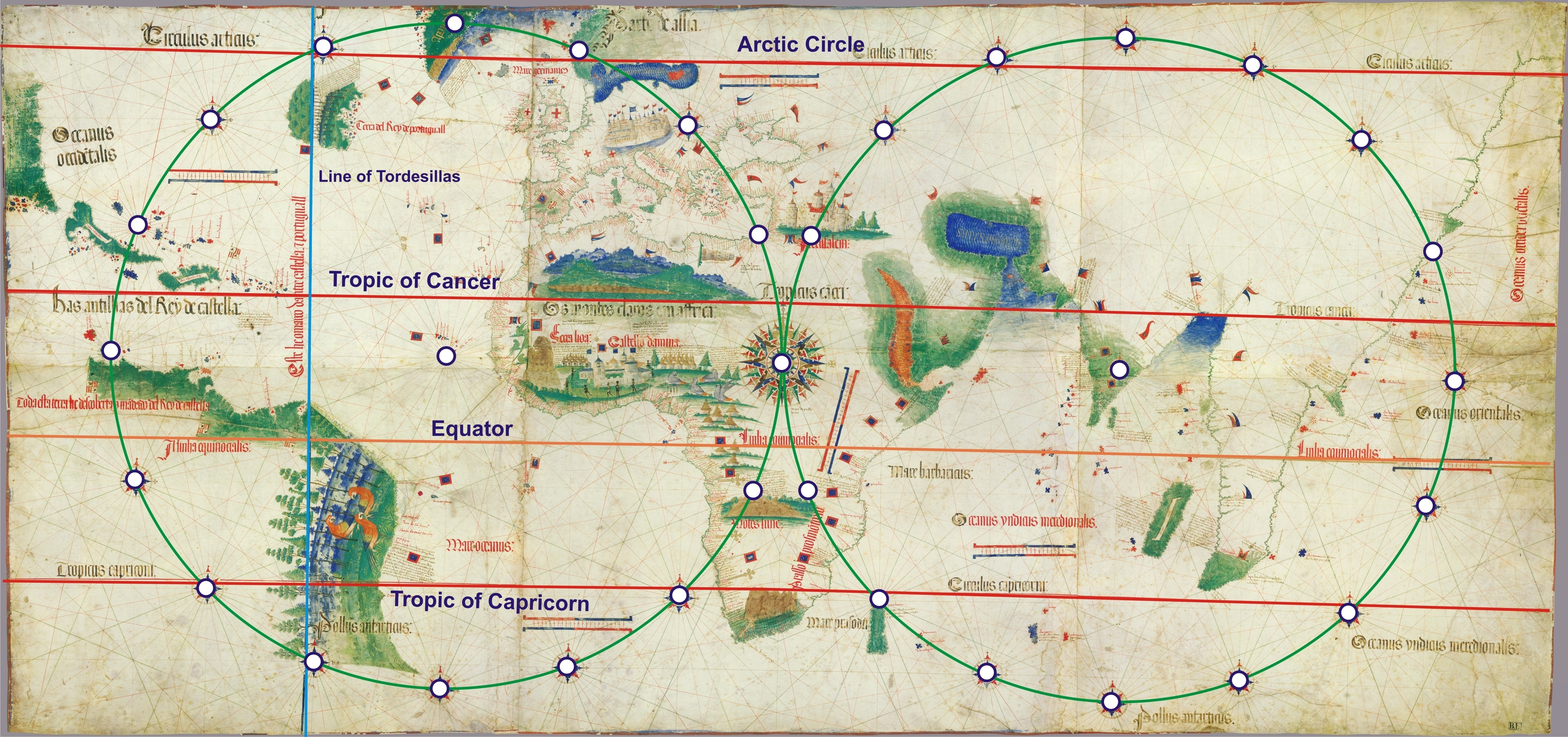
Esquema de construcción de las loxodrómicas y líneas geográficas en el planisferio de Cantino. Adaptado de Gaspar (2012)

Las ilustraciones son pocas, pero elaboradas. Aparte de las banderas territoriales, la única ilustración que aparece en Europa es una extensa representación de la ciudad de Venecia y en Asia de Jerusalén, mientras que en América únicamente aparecen dibujados tres enormes papagayos. Es en el continente africano donde aparece un mayor número de ilustraciones. Figura una representación elaborada del castillo portugués de São Jorge da Mina (Castillo de Elmina, en la Costa del Oro de Ghana), flanqueado por dos ciudades africanas.
Otras ilustraciones incluyen una montaña con forma de león que representa los montes de Sierra Leona, el faro de Alejandría (colocado en horizontal), las míticas montañas de la Luna (fuente legendaria del río Nilo) en África central, y la Montaña de la Mesa o Drakensbergrango en Sudáfrica. 
A lo largo de la costa centroafricana se encuentran los diversos marcadores de piedra (padrões) erigidos por Diogo Cão y Bartolomeu Dias en la década de 1480.
Este mapa muestra un grupo de tres pequeñas islas al sureste de Madagascar que llevan nombres en árabe sánscrito: Dina Mozare, una corrupción de Diva Mashriq ("Isla del Este") para Rodrigues, Dina Margabim, una corrupción de la Diva Magrebin o Isla Occidental, para Reunión, y Dina Arobi, de Diva Harab ("Isla Desierta"; otros traducen esto como "Isla Cuadrada"), para Mauricio. Otros mapas listan la isla bajo los nombres de Dinaarobin y Dina Margabin. Tampoco está claro si fue Mauricio la que se llamó Dina Arobi o Rodrigues y viceversa para Rodrigues (los portugueses aún no habían viajado a esas islas).
El continente africano muestra en la costa este los nombres de Soffala, Mozambique, Kilwa y Melinde, todos conocidos por los portugueses después de los viajes de Vasco da Gama. Los nombres de las islas son claramente árabes, pero el nombre Diva proviene de dwipa, «isla» en sánscrito. Tiene en su mapa dos nombres para Madagascar. La propia Madagascar y Comorbiman, que proviene de Komor-diva.